# Șerban Cantacuzino
Șerban Cantacuzino, född år 1640, död 28 oktober 1688 i Bukarest, var ståthållare över Valakiet 1679-1688 och grundade den första rumänska skolan och rumänska tryckerier i Bukarest. Han bidrog även till skapandet av den rumänska nationaliströrelsen genom en översättning av Bibeln till och införandet av rumänskan som liturgiskt språk.

## Bilder

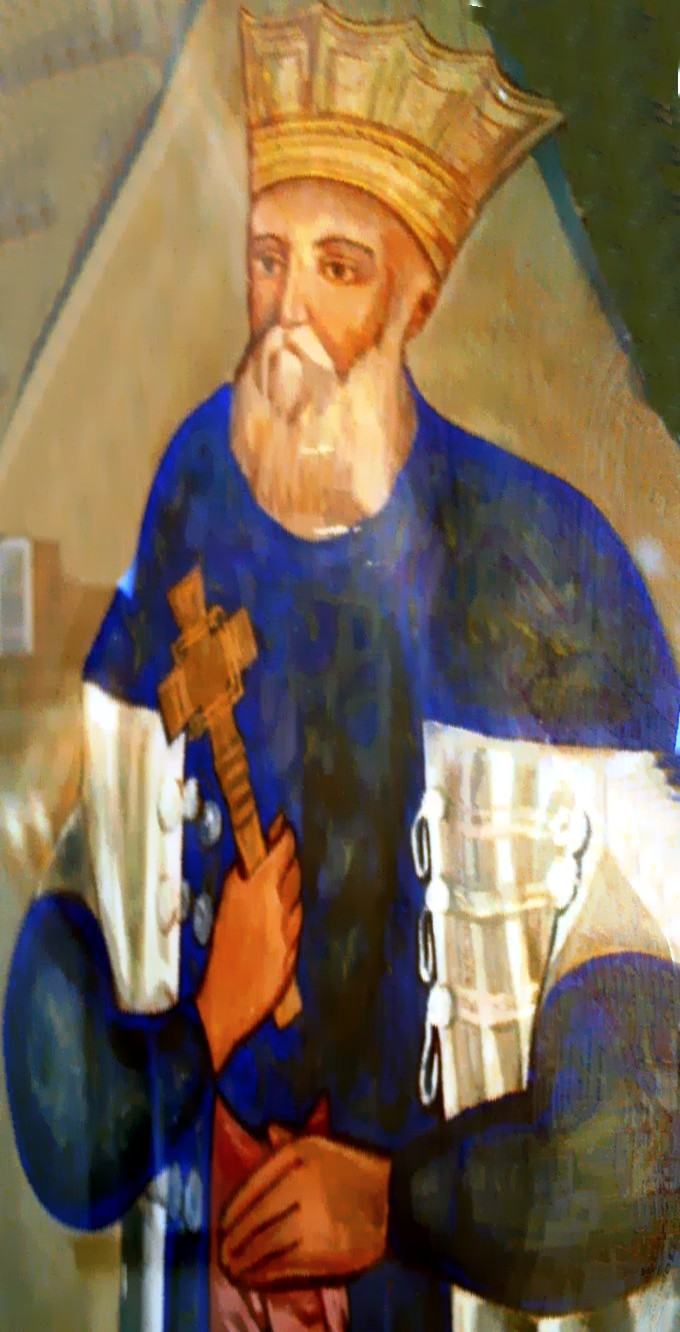
Șerban Cantacuzino